# فريدي براون (لاعب كرة قدم)
فريدي براون (بالإنجليزية: Freddie Brown)‏ (1878 في المملكة المتحدة - 1939) هو لاعب كرة قدم بريطاني (وحمل سابقاً جنسية المملكة المتحدة لبريطانيا العظمى وأيرلندا) في مركز مهاجم داخلي. لعب مع ستوك سيتي ووست بروميتش ألبيون ونادي كيدرمينستر هاريرز لكرة القدم.